# Coupe du monde de biathlon 1981-1982
Navigation
Édition précédente Édition suivante
La 5e édition de la Coupe du monde de biathlon se déroule entre le 14 janvier 1982 et le 7 mars 1982. La compétition se compose de cinq étapes, la première à Egg en Suisse, la dernière à Lahti en Finlande, et est ponctuée en février par les Championnats du monde à Minsk. 

## Programme
La saison 1981-1982 est organisée selon le calendrier suivant :
| Étape | Lieu               | Date début      | Date fin        |
| ----- | ------------------ | --------------- | --------------- |
| 1     | Egg                | 14 janvier 1982 | 17 janvier 1982 |
| 2     | Antholz-Anterselva | 21 janvier 1982 | 24 janvier 1982 |
| 3     | Ruhpolding         | 28 janvier 1982 | 30 janvier 1982 |
| ChM   | Minsk              | 10 février 1982 | 14 février 1982 |
| 5     | Lahti              | 5 mars 1982     | 7 mars 1982     |

## Classement

### Classement général
| Rang | Nom                | Points | Victoire(s) |
| ---- | ------------------ | ------ | ----------- |
|      | Frank Ullrich      | 146    | 4           |
| 2    | Matthias Jacob     | 143    | 2           |
| 3    | Kjell Søbak        | 137    | 1           |
| 4    | Andreas Göthel     | 125    | 1           |
| 5    | Fritz Fischer      | 123    | -           |
| 6    | Bernd Hellmich     | 110    | -           |
| 7    | Odd Lirhus         | 110    | -           |
| 8    | Eirik Kvalfoss     | 100    | 1           |
| 9    | Vladimir Velichkov | 99     | -           |
| 10   | Svein Engen        | 96     | 1           |

## Calendrier et podiums

### Hommes

#### Épreuves individuelles[2]
| Étape                                              | Lieu               | Épreuve          | Date            | Vainqueur      | Deuxième        | Troisième       | Leader du classement général |
| -------------------------------------------------- | ------------------ | ---------------- | --------------- | -------------- | --------------- | --------------- | ---------------------------- |
| 1                                                  | Egg                | Individuel 20 km | 14 janvier 1982 | Svein Engen    | Walter Pichler  | Fritz Fischer   | Svein Engen                  |
| 1                                                  | Egg                | Sprint 10 km     | 16 janvier 1982 | Frank Ullrich  | Matthias Jacob  | Fritz Fischer   | Frank Ullrich                |
| 2                                                  | Antholz-Anterselva | Individuel 20 km | 21 janvier 1982 | Andreas Göthel | Matthias Jacob  | Bernd Hellmich  | Frank Ullrich                |
| 2                                                  | Antholz-Anterselva | Sprint 10 km     | 23 janvier 1982 | Frank Ullrich  | Kjell Søbak     | Matthias Jacob  | Frank Ullrich                |
| 3                                                  | Ruhpolding         | Individuel 20 km | 28 janvier 1982 | Frank Ullrich  | Sergei Bulygin  | Matthias Jacob  | Frank Ullrich                |
| 3                                                  | Ruhpolding         | Sprint 10 km     | 30 janvier 1981 | Matthias Jacob | Tapio Piipponen | Kjell Søbak     | Frank Ullrich                |
| Championnats du monde 1982 (10 au 14 février 1982) |                    |                  |                 |                |                 |                 |                              |
| ChM                                                | Lahti              | Individuel 20 km | 10 février 1982 | Frank Ullrich  | Eirik Kvalfoss  | Terje Krokstad  | Frank Ullrich                |
| ChM                                                | Lahti              | Sprint 10 km     | 13 février 1982 | Eirik Kvalfoss | Frank Ullrich   | Vladimir Alikin | Frank Ullrich                |
| Fin des Championnats du monde                      |                    |                  |                 |                |                 |                 |                              |
| 4                                                  | Hedenäset          | Individuel 20 km | 5 mars 1982     | Kjell Søbak    | Odd Lirhus      | Fritz Fischer   | Frank Ullrich                |
| 4                                                  | Hedenäset          | Sprint 10 km     | 6 mars 1982     | Matthias Jacob | Odd Lirhus      | Kjell Søbak     | Frank Ullrich                |